# Hasan Tahsin Uzer
Pour les articles homonymes, voir Hasan Tahsin (homonymie).
Hasan Tahsin Bey, né le 29 août 1877 à Salonique (Empire ottoman) et mort le 3 décembre 1939 à Erzurum en Turquie, est un haut fonctionnaire et homme politique ottoman et turc. À la suite de la nouvelle loi sur les noms de famille, en 1934, il change son nom en Hasan Tahsin Uzer.
Durant sa carrière dans la fonction publique, Tahsin occupe successivement le poste de gouverneur dans les vilayets de Van, d'Erzurum, de Syrie puis d'Aydin. Il occupe enfin la fonction de troisième inspecteur général vers la fin de sa vie.
Entre-temps, il exerce également des fonctions politiques, successivement, en tant que député des provinces d'Izmir, d'Ardahan, d'Erzurum puis de Konya.
Hasan Tahsin est aussi connu pour avoir fourni un témoignage important à la suite du génocide arménien.

## Biographie
Hasan Tahsin est né le 29 août 1877 à Salonique dans l'Empire ottoman, il est le fils d'Haci Ibrahim Efendi, un officier ottoman, et d'Hatice Hanim et est l'ami d'enfance de Mustafa Kemal Atatürk,.
Le 23 septembre 1897, il reçoit son diplôme de la fonction publique après trois années d'étude — où il rejoint le comité union et progrès comme membre no 129 — il n'a encore que 19 ans quand il est nommé à la direction du canton de Prosotsani. Plus tard, il occupe la direction des cantons de Çiç et d'Alnus,.

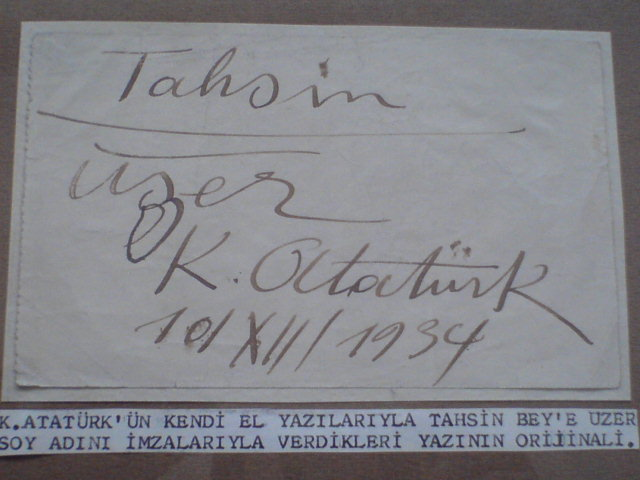
Le nom « Uzer » donné à Hasan Tahsin, document signé K. Atatürk le 10 décembre 1934.

En 1902, Tahsin devient gouverneur de district, il occupe ce poste dans plusieurs villes avant de devenir gouverneur du vilayet de Van en 1913,,. Cependant, en février 1915, Tahsin Bey est démis de ses fonctions et est transféré à Erzurum, où il devient gouverneur du vilayet jusqu'au 14 juillet 1916. En septembre 1916, il est ensuite transféré en Syrie et devient le gouverneur du vilayet de Syrie. Il démissionne de ce poste le 18 juin 1918, mais il est à nouveau nommé gouverneur de Syrie quelques mois plus tard. Cependant, lorsque le gouvernement ottoman perd la province fin 1918, Tahsin Bey est immédiatement transféré à Aydin où ses fonctions de gouverneur ne durent que quelques semaines.
En janvier 1920, il est ensuite élu à l'Assemblée nationale turque en tant que député d'Izmir. À la suite de la Première Guerre mondiale, Tahsin Bey fait partie des exilés de Malte après avoir été appréhendé par les forces britanniques et envoyé à Malte. Lorsqu'il est finalement libéré, il poursuit sa carrière politique en étant une fois de plus élu à l'Assemblée nationale turque en tant que député des provinces d'Ardahan en 1924, d'Erzurum en 1927 puis de Konya en 1933.
Le 10 décembre 1934, Hasan Tahsin adopte le nom de famille « Uzer », nom qui lui est donné par Atatürk lui-même lors de l'introduction de la loi sur les noms de famille.
Le 6 septembre 1935, Tahsin Uzer est nommé au poste de troisième inspecteur général. Le 3 novembre 1939, il démissionne en raison de problèmes de santé. Hasan Tahsin meurt un mois après avoir démissionné le 3 décembre 1939, il était le père de deux fils et deux filles,.

## Rôle dans le génocide arménien
Le médecin et missionnaire Clarence Ussher, qui était en poste à Van, rapporte dans ses mémoires An American Physician in Turkey: A Narrative of Adventures in Peace and War, que Hasan Tahsin, le « fort et large d'esprit » vali de la province, dont la gouvernance a été relativement pacifique, a été en février 1915 muté à Erzurum et remplacé par Djevdet Bey, dur du régime et beau-frère d'Enver Pacha, qui le « secondait » déjà officieusement à la tête du vilayet fin septembre 1914. Son arrivée à l'aube de la guerre est un tournant majeur pour Van, dans la mesure où il est autrement radical que Tahsin Bey qui était jugé trop modéré,. Djevdet Bey finira par être considérée comme responsable du massacre des Arméniens dans et autour de Van. Ussher rapporte que 55 000 Arméniens ont été tués par la suite dans ces massacres,,.

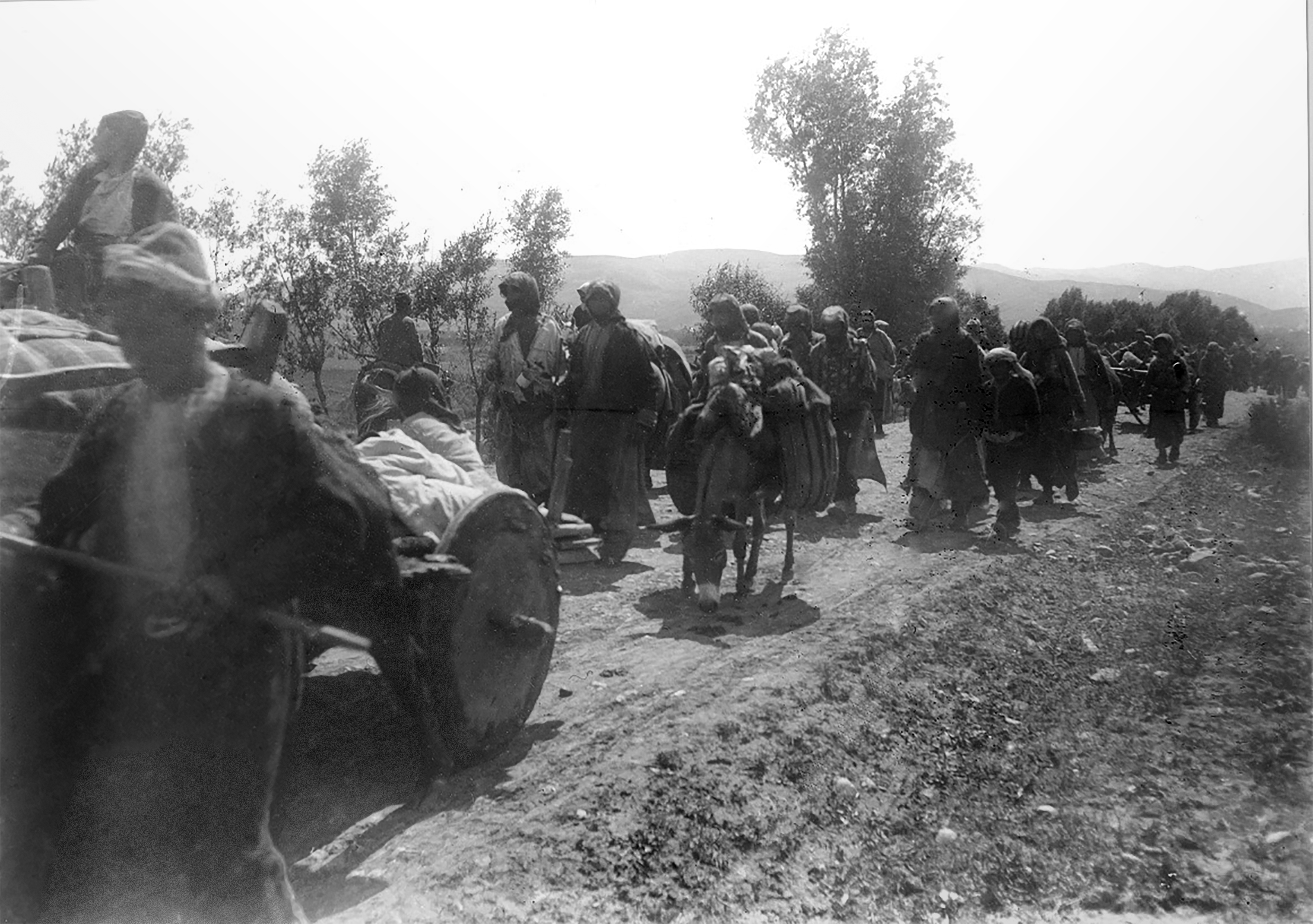
Déportation des Arméniens d'Erzurum.

Alors que Tahsin Bey est gouverneur d'Erzurum, les déportations des Arméniens, dans le cadre des premières étapes du génocide arménien, commencent. Lors de la réception des ordres demandant de procéder à des déportations, Tahsin Bey est hésitant. Il exhorte le commandement de la 3e armée stationnée près d'Erzurum de retarder les déportations, car il estimait que les terres, les biens et la vie des déportés seraient en danger. L'historien Raymond Kévorkian note donc que Tahsin Bey « entre ainsi parmi les vali, mutessarif et kaïmakam qui ont montré quelques réticences à appliquer les ordres de déportations, car ils savaient parfaitement ce que cela signifiait pour les personnes visées ». Kévorkian ajoute que la réaction de Tahsin aux déportations démontre que les autorités militaires appliquaient les ordres de déportation et que les autorités civiles n'avaient pas d'autre choix que de s'y conformer. Ces militaires, selon Tahsin Bey lui-même, étaient sous les ordres du gouvernement central, et directement impliqués dans le « nettoyage » des Arméniens autour d'Erzurum. Pendant ce temps, dans un télégramme codé qu'il a envoyé au gouvernement central le 24 mai 1915, Tahsin Bey déclare que les Arméniens n'étaient pas une menace. Il a ensuite tenté d'épargner les femmes, les enfants et les personnes âgées de la déportation, mais a échoué ; le commandement de l'armée déportait systématiquement tous les Arméniens. Tahsin devait se conformer aux ordres de déportation, bien qu'à contrecœur, de manière à éviter que des mesures plus sévères ne se produisent. Tahsin Bey aurait dit à Max Erwin von Scheubner-Richter, le vice-consul allemand d'Erzéroum, qu'il était contre les déportations, mais qu'il devait « obéir » afin de « les atténuer »,. Scheubner-Richter lui-même témoigne que Tahsin « a fait ce qu'il pouvait, mais il ne disposait d'aucun pouvoir ». Cela a également été confirmé par le témoignage du missionnaire américain Robert Stapleton qui déclare que Tahsin refusait d'exécuter tous les ordres prescrivant de massacrer les Arméniens, mais qu'il y fut contraint par « force majeure ».
Tahsin Bey occupe le poste de gouverneur d'Erzurum jusqu'au 14 juillet 1916 et est ensuite transféré en Syrie en septembre.
Le 2 août 1919, à la suite du génocide arménien, durant le procès à Mamuret ül-Aziz, Tahsin Bey témoigne devant la cour que la responsabilité des atrocités perpétrées envers les Arméniens à l'occasion des « déportations » incombait principalement au commandant de la 3e armée, Mahmud Kamil Pacha et au Dr Behaeddine Chakir, commandant de l'Organisation spéciale qui a été mobilisé pour tuer les Arméniens. Selon son témoignage, lorsque les ordres de déportation et de massacre ont été délivrés par le ministère de l'Intérieur, il a protesté, disant que les Arméniens étaient irréprochables et que la population arménienne locale n'a pas mise en scène de rébellion. Il a également souligné que la révolte de Van ne serait pas survenu si le gouvernement ottoman n'avait pas provoqué les Arméniens,. Tahsin a également témoigné qu'il avait tenté d'assurer la sécurité des déportés dans sa juridiction. Cependant, en dépit de ses efforts, de nombreux convois ont été « détruits » dans la périphérie de la ville.